# Got Me Under Pressure
„Got Me Under Pressure“ je skladba z osmého studiového alba americké blues rockové skupiny ZZ Top Eliminator z roku 1983. Stejně jako celé album, tak i tuto skladbu produkoval manažer skupiny Bill Ham. V hitparádě časopisu Billboard Mainstream Rock Tracks se singl umístil na osmnácté příčce. V roce 2008 byla píseň použita v televizní reklamě na firmu Pennzoil.

## Alba
Seznam alb, na kterých je tato skladba k nalezení:
- Eliminator (1983)
- Greatest Hits (1992)
- Chrome, Smoke & BBQ (2003)
- Rancho Texicano (2004)

## Sestava
- Billy Gibbons – kytara, zpěv
- Dusty Hill – baskytara
- Frank Beard – bicí